# Domagoj Vuković
Domagoj Vuković (Fiume, 29 ottobre 1993) è un cestista croato.

## Palmarès
- Campionato croato: 1

Zara: 2020-21
- Coppa di Croazia: 3

Zara: 2020, 2021
Cibona Zagabria: 2023